# Annemarie Jacir
Annemarie Jacir (آن ماري جاسر) (Belén, Palestina, 17 de enero de 1974) es una cineasta y poeta palestina. En 2008 con "La sal de este mar" fue la primera directora palestina en rodar un largometraje.

## Biografía
Nació en una de las más antiguas familias árabes cristianas de Belén, en Cisjordania, donde el Palacio Jacir, hoy parte del hotel Intercontinental, es una de las mansiones más imponentes de la ciudad. Su familia se arruinó en la crisis de los años 1930, y su padre se crio en un ambiente modesto. Trabajó para la UNRWA, la Agencia de las Naciones Unidas para los Refugiados de Palestina en Oriente Próximo, y emigró con su familia a Riad, en Arabia Saudí. Cuando Annemarie tenía 16 años, sus padres la mandaron a un instituto femenino privado de Dallas, en los Estados Unidos, para luego cursar estudios universitarios en California. Se trasladó luego a Nueva York para estudiar cine en la Universidad de Columbia. Regresó a Palestina tras finalizar sus estudios.
Ha trabajado en el cine independiente desde 1994 y ha escrito, dirigido y producido varias películas ganadoras de premios como Hasta cuándo, Algunas migajas para los pájaros, o A Post Oslo History (Una Historia post-Oslo). Fue escogida una de las 25 personas más importantes en el cine independiente por la revista Filmmaker magazine.

Su cortometraje, like twenty impossibles (2003) (Todo son impedimentos) fue el primer cortometraje en ser escogido para competir en el Festival Internacional de Cine de Cannes y ha ganado en diversas competiciones internacionales más de 15 premios incluyendo el Premio a la Mejor Película en el Festival de Primavera de Cortometrajes de Palm (el festival de cortos más importante de los Estados Unidos), así como en el Festival Internacional de Cine de Chicago, el Institute Du Monde Arabe Biennale y otras varias competiciones. Like twenty impossibles fue considerada una de las diez mejores películas de 2003 por el especialista Gavin Smith de la revista Film Comment Magazine; se trata de una ficción cinematográfica que con ironía pone en duda la obstáculos interpuestos por la ocupación Israelí al paso de un equipo de rodaje.

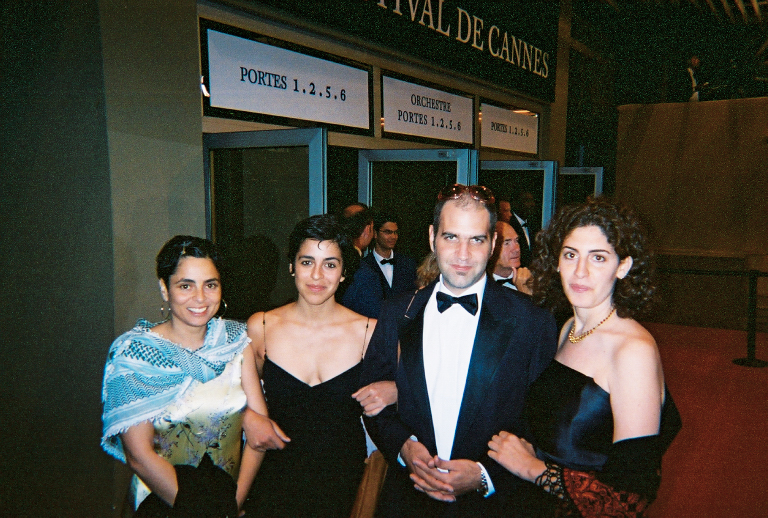
Annemarie Jacir (a la derecha) con la actriz palestina Reem Abu Sbaih y el compositor Kamran Rastegar, en el estreno de Like Twenty Impossibles en el Festival de Cannes 2003.

En 2007, Jacir realizó el primer largometraje rodado por una directora palestina, Salt of this Sea (La sal de este mar), la historia de una refugiada que vuelve a su país, dedicada a las víctimas de la Nakba y la matanza de Al-Dawayima, y centrada en la recuperación de la memoria histórica, la identidad y las raíces.  La película, lanzada en 2008, fue la película que presentó la Autoridad Palestina a los Oscar de ese año como candidata a Mejor película de habla no inglesa. Su siguiente película, When I saw you (Al verte) (2012), también fue la propuesta de Palestina para la edición de 2013 de los Oscar y fue premiada con el premio NETPAC (Network for the Promotion of Asian Cinema) en el Festival de Cine de Berlín, y el premio a la Mejor Película Árabe en el Festival de Cine de Abu Dabi 2012.
En la película Wajib (2017) Jacir explora las relaciones de un padre y su hijo.
Las obras poéticas de Annemarie Jacir, así como sus relatos, han sido publicados en numerosas publicaciones literarias y antologías de habla inglesa y en La poesía de la mujer inglesa y ha leído junto al poeta Amiri Baraka. Ha ganado varios premios de escritura de guiones y fue finalista del Grand Prix du Meilleur Scénariste de París en 2007 por el guion de La sal de este mar.
Es cofundadora de la productora Philistine Films, dedicada a películas relacionadas con el mundo árabe, y del proyecto «Dreams of a Nation» para la conservación y la promoción del cine palestino.
Reside con su marido en Amán, Jordania, después de que en 2008 las autoridades israelíes le prohibieran entrar en Cisjordania y volver a su hogar.

## Filmografía
- A Post Oslo History (2001)
- The Satellite Shooters (2001)
- Like Twenty Impossibles (2003)
- Quelques miettes pour les oiseaux (2005)
- An Explanation – And Then Burn the Ashes (2006)
- Salt of this Sea (2008)
- When I Saw You (2012)
- Wajib (2017)